# 长梗薹草
长梗薹草（学名：Carex glossostigma）为莎草科薹草属的植物，为中国的特有植物。分布在中国大陆的江西、安徽、湖南、浙江、广东、广西、福建等地，生长于海拔800米至1,500米的地区，多生于林下阴湿处，目前尚未由人工引种栽培。

## 别名
戴云山薹草（福建植物志）